# イニシャル/夢を撃ち抜く瞬間に!
『イニシャル/夢を撃ち抜く瞬間に!』（イニシャル/ゆめをうちぬくしゅんかんに）は、Poppin'Partyが2020年1月8日に発売したシングルである。バンドの15thシングルである本作は、14thシングル『Dreamers Go!/Returns』に続き両A面シングルとしてリリースされた。
「イニシャル」「夢を撃ち抜く瞬間に！」の両曲共テレビアニメ『BanG Dream! 3rd Season』のテーマソングとして書き下ろされた。「イニシャル」はオープニングテーマ、「夢を撃ち抜く瞬間に!」はエンディングテーマとして使用される。また、「イニシャル」は『JAPAN COUNTDOWN』（テレビ東京系列）の2020年1月度オープニングテーマとしても使用された。
本シングルはキラキラVer.とドキドキVer.の2タイプ展開となり、バージョンによってジャケットイラストやカップリング曲が異なる。
さらにそれぞれBlu-ray付生産限定盤（BRMM-10222/BRMM-10224）と通常盤（BRMM-10223/BRMM-10225）の2バージョンずつあり、合計で4バージョン存在する。
なお、生産限定盤のBlu-rayにはアニメ『BanG Dream! 2nd Season』#13・アニメ『BanG Dream! 3rd Season』#1、「バンドリ!TV」特別編 #1を収録。

## 背景・音楽性
収録曲のうち、「イニシャル」と「夢を撃ち抜く瞬間に!」は、上松範康が作曲した。上松は、2019年のトークイベントの中で、「かっこよくて、切ない系のポピパをぜひともOPでやってみたい。そんな気持ちで作らせていただきました」と話しており、同席していた愛美は今までにないカッコよさや色っぽさがあったと述べている。
ナタリーの はるのおとは、2020年初頭の愛美とのインタビューの中で、「イニシャル」の曲の紹介文に「『ティアドロップス』『Time Lapse』の系譜とも言えるロックチューン」と記載されていたが、これらの楽曲よりもハードな作風で、等身大のイメージが強いポピパが歌うことに驚いたと述べている。インタビューを受けた愛美も、確かにそう思われるかもしれないとしたうえで、「こういうカッコいい曲を香澄として歌うのがひさびさだったので、レコーディングでもどこまで彼女の明るさ、かわいさを乗せるかというところで少し悩みました。」と述べ、アニメ「2nd Season」を経た香澄のカッコよさを表現するためにこれまでとは異なる雰囲気の曲にしたかったとも話している。
一方、西本りみは「イニシャル」について「エレキギターが映える壮大な疾走感に溢れたロックチューンです。」と2019年のアニメイトとのインタビューの中で解説しており、ライバルバンドであるRAISE A SUILENが登場する『3rd Season』にふさわしいと話している。
また、インタビューアーであるアニメイトの鳥谷部宏平から、同楽曲についてこれまでのOP楽曲『ときめきエクスペリエンス！』『キズナミュージック♪』とは異なる作風だと指摘された際、西本は「今までエレキギターが引っ張ってくれる楽曲は『ティアドロップス』や『タイムラプス』とありましたが、それに次ぐカッコいいエモ曲なんですよね。」と回答している。
上松は、「夢を撃ち抜く瞬間に！」について、全員で一緒に歌いたくなるような楽曲にしたとトークイベントの中で話しており、西本も2019年のインタビューの中で同様の説明をしている。
また、「夢を撃ち抜く瞬間に！」はエンディングテーマでありながら、オープニングテーマのような雰囲気があると指摘されている。
キラキラVer.のカップリング曲である「SAKURA MEMORIES」は、香澄がゲームのシナリオにおいて、修了式で1年生代表として言葉を述べる場面をヒントに作られた一方、ドキドキVer.のカップリング曲である「アニバーサリー」は、様々な記念日をつくろうというストーリーに合わせて作られた。

## 収録曲

### CD（キラキラVer.）
- 全作詞：中村航

1. イニシャル
  - 作曲：上松範康（Elements Garden）[2]、編曲：藤永龍太郎（Elements Garden）[5]
2. 夢を撃ち抜く瞬間に！
  - 作曲：上松範康（Elements Garden）[2]、編曲：竹田祐介（Elements Garden）[5]
3. SAKURA MEMORIES
  - 作曲・編曲：藤間仁（Elements Garden）
4. イニシャル（instrumental）
5. 夢を撃ち抜く瞬間に!（instrumental）
6. SAKURA MEMORIES（instrumental）

### CD（ドキドキVer.）
1. イニシャル
2. 夢を撃ち抜く瞬間に!
3. アニバーサリー
  - 作曲・編曲：岩橋星実（Elements Garden）
4. イニシャル（instrumental）
5. 夢を撃ち抜く瞬間に!（instrumental）
6. アニバーサリー（instrumental）

## Blu-ray（生産限定盤のみ）
1. アニメ「BanG Dream! 2nd Season」#13
2. アニメ「BanG Dream! 3rd Season」#1
3. 「バンドリ!TV」特別編 #1

## 売り上げ
Billboard Japanによると、本作は初動3日間で17,984枚を売り上げ、それから約1週間で27,434枚を売り上げたとされている。

### チャート成績
1月7日付のオリコンデイリーランキングでは1.1万枚を売り上げ1位にランクイン。その後も5日連続でデイリー1位を守り、2020年1月20日付オリコン週間シングルランキングで2.7万枚を売り上げて初登場1位にランクイン。Poppin'Partyとしてはシングル・アルバム通じて初の首位獲得であるとともに、プロジェクトとしてもシングル作品が首位を獲得するのは初の快挙となった。
また、2020年1月20日付の週間チャートBillboard JAPAN Top Singles Salesにおいても首位を獲得した。
さらに、音楽チャート番組『JAPAN COUNTDOWN』（テレビ東京系列）のオリジナルランキングでも首位を獲得した。

## カバー・別バージョン

### 別バージョン
『BanG Dream! 3rd Season』の最終話では、Poppin'PartyとRoseliaとRAISE A SUILENの3バンド合同によるバージョンが披露されており、このバージョンは2020年8月に行われた「BanG Dream! 8th☆LIVE」にて再現されている。

### カバー
「イニシャル」は2020年にゲーム『少女☆歌劇 レヴュースタァライト -Re LIVE-』で行われたコラボレーションイベントにて、収録曲としてカバーされている。歌は愛城華恋（小山百代）、神楽ひかり（三森すずこ）、巴珠緒（楠木ともり）、大月あるる（潘めぐみ）、雪代晶（野本ほたる）。同年9月23日より配信販売が開始されている。